# Cladonia corniculata
Cladonia corniculata Ahti & Kashiw. (1984), è una specie di lichene appartenente al genere Cladonia,  dell'ordine Lecanorales.
Il nome proprio deriva dal sostantivo latino corniculum, che significa piccolo corno, piccola ramificazione, aggettivato per indicare la forma degli podezi.

## Caratteristiche fisiche
Le squamule basali sono persistenti, di diametro compreso fra 1 e 2 millimetri, lobate, provviste di soredio. I podezi che si ergono dalle squamule basali sono alte da 2 a 6 centimetri e con diametro da 1 a 3 millimetri, provvisti di frequente di ramificazioni disuguali nei pressi dell'apice e con gli assili chiusi. Gli apoteci sono rari, sulla parte terminale dei podezi, del diametro di 2-5 millimetri, convessi e di colore marrone scuro.
All'esame cromatografico sono state rilevate quantità consistenti di acido fumarprotocetrarico e acido stictico e tracce di acido constictico, acido connorstictico, acido protocetrarico e acido norstictico.
Il fotobionte è principalmente un'alga verde delle Trentepohlia.

## Habitat
Cresce su suolo.

## Località di ritrovamento
La specie è stata rinvenuta nelle seguenti località:
- Australia (Nuovo Galles del Sud);
- Brasile (Rio Grande do Sul);
- Cina (Hunan);
- Argentina, Bolivia, Cile, Colombia, Costa Rica, Malaysia, Oceania, Papua Nuova Guinea, Venezuela.

## Tassonomia
Questa specie appartiene alla Cladonia; a tutto il 2008 non sono state identificate forme, sottospecie e varietà.